# Estacionamento da Fiergs
Das Estacionamento da Fiergs ist ein Konzertgelände in Porto Alegre, Brasilien.

## Nutzung
Die Vereinigung der Konzertveranstalter in Brasilien, bekannt als Federação das Indústrias do Estado do Rio Grande do Sul, besitzen eine Freifläche, die hauptsächlich als Parkplatz genutzt wird und sich neben der Fiergs-Arena für Sportwettkämpfe und Ausstellungen befindet. Das Gelände befindet sich an der Assis Brasil in 8787 Sarandi, Porto Alegre. Neben der Freiluftbühne befinden sich ebenfalls von der Organisation geleitete Restaurants, Bars, ein Casino, eine Sonnenbank sowie ein Mittelklasse-Hotel. Das Areal fasst über 30.000 Personen bei Konzerten.
Schon international bekannte Künstler wie Eric Clapton, die Foo Fighters und Maroon 5 traten hier auf.